# ヌリ・ビルゲ・ジェイラン
ヌリ・ビルゲ・ジェイラン（Nuri Bilge Ceylan、1959年1月26日 - ）は、トルコの映画監督・脚本家。

## 来歴
ボアズィチ大学でエンジニアリングを学んだ後、ミマール・スィナン芸術大学で映画製作を2年間学んだ。
1995年に初作品となる短編『繭』を製作。第48回カンヌ国際映画祭の短編部門で上映された。その2年後の1997年に『カサバ - 町』で長編デビュー。翌1998年の第11回東京国際映画祭のコンペティション部門に出品され、東京シルバー賞を受賞した。フォーラム部門に出品された第48回ベルリン国際映画祭ではカリガリ映画賞を受賞している。1999年の『5月の雲』は翌2000年の第50回ベルリン国際映画祭のコンペティション部門に出品された。
2002年の『冬の街』と2011年の『昔々、アナトリアで』でカンヌ国際映画祭グランプリを、2008年の『スリー・モンキーズ』でカンヌ国際映画祭監督賞を受賞。2014年には5度目の出品となった第67回カンヌ国際映画祭で『雪の轍』がパルム・ドールを受賞した。

## フィルモグラフィ

### 映画
| 年   | 題名                                       | 備考          |
| ---- | ------------------------------------------ | ------------- |
| 1995 | 繭 Koza                                    | 短編映画 監督 |
| 1997 | カサバ - 町 Kasaba                         | 監督          |
| 1999 | 5月の雲 Mayıs Sıkıntısı                    | 監督          |
| 2002 | 冬の街 Uzak                                | 監督          |
| 2006 | うつろいの季節 iklimler                    | 監督          |
| 2008 | スリー・モンキーズ Üç Maymun               | 監督          |
| 2011 | 昔々、アナトリアで Bir Zamanlar Anadolu'da | 監督          |
| 2014 | 雪の轍 Kış Uykusu                          | 監督          |
| 2018 | 読まれなかった小説 Ahlat Ağアcı            | 監督          |
| 2024 | 二つの季節しかない村 About Dry Grasses     | 監督・脚本    |